# Juego secuencial
En la teoría de juegos, un juego secuencial, también llamado juego dinámico es un juego donde un jugador escoge su acción antes de que los otros jugadores elijan el suyo. Es importante destacar que los jugadores posteriores deben tener alguna información de la primera opción, de lo contrario la diferencia en el tiempo no tendría ningún efecto estratégico. Los juegos secuenciales, por tanto, se rigen por el eje del tiempo, y se representan en forma de árboles de decisión.

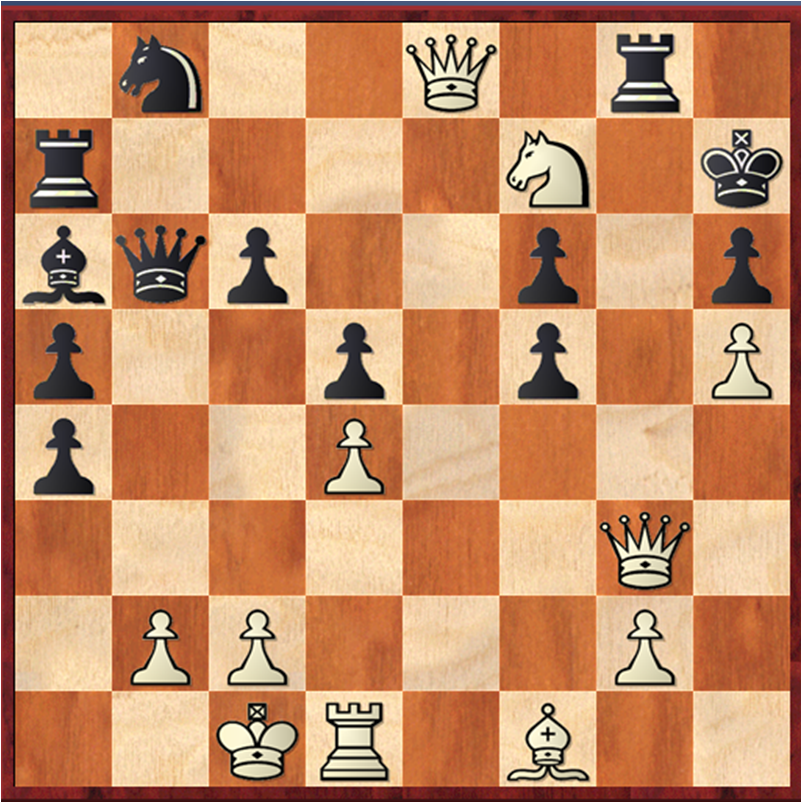
El Ajedrez es un ejemplo de juego secuencial.

A diferencia de los juegos secuenciales, las partidas simultáneas no tienen un eje de tiempo ya que los jugadores eligen sus movimientos sin estar seguro de las del otro, y por lo general están representados en forma de matrices de pago.
La forma extensiva se utilizan generalmente para juegos secuenciales, ya que ilustran explícitamente los aspectos secuenciales de un juego. Juegos combinatorias son generalmente juegos secuenciales.
Juegos verdaderos tales como el ajedrez, el backgammon, el tres en línea y el Go son típicos juegos secuenciales. El tamaño de los árboles de decisión puede variar en función de la complejidad del juego, que van desde un pequeño y exhaustivo árbol de juego del tres en línea, al árbol de juego del ajedrez enorme complejidad tan grande que incluso las computadoras tienen problemas para trazar completamente.
Los juegos secuenciales pueden, a su vez, dividirse en dos grupos. Por un lado, en los juegos dinámicos con información perfecta todos los jugadores conocen todos los movimientos anteriores. En los juegos secuenciales con información perfecta, un equilibrio perfecto en subjuegos se puede encontrar por inducción hacia atrás. Por otro lado, en los juegos secuenciales con información incompleta existe por lo menos un jugador que desconoce todos los movimientos anteriores. 

## Juegos dinámicos con información perfecta
Formalmente, podemos definir un juego dinámico con información perfecta de la siguiente manera:
Γ = ⟨ I, H, Z, (Âi, Ai(.), Ui) i∈N ⟩
- I={1,...,n} es el conjunto de jugadores.
- ∀ i, Âi representa el conjunto de acciones posibles al inicio del juego.
- H es el conjunto de historias parciales.
- Z es el conjunto de historias terminales.
- Ai(h) es el conjunto de acciones posibles de i dada la historia parcial h.
- Ui (la función de utilidad) es una función que asigna pagos para cualquier historia terminal contenida en Z.